# IC 928
IC 928 је елиптична галаксија у сазвјежђу Велики медвјед која се налази на листи објеката дубоког неба у Индекс каталогу.
Деклинација објекта је + 55° 38' 1" а ректасцензија 13h 43m 45,2s. Привидна величина (магнитуда) објекта IC 928 износи 15,0 а фотографска магнитуда 16,0.